# 酒巻清治
酒巻 清治（さかまき きよはる、1962年5月7日 - ）は、愛知県名古屋市出身の元ハンドボール選手、指導者。現在は日本ハンドボールリーグ・トヨタ車体のテクニカルディレクター。

## 来歴
中学よりハンドボールを始める。
中京大学卒業後、1985年湧永製薬に入社。同社ハンドボール部（ワクナガレオリック）に所属。2009年現在日本リーグ通算得点第48位。全日本では、1990年チェコスロバキアで行われた世界選手権代表に選ばれている。
また、指導者としても活躍。1994年から湧永製薬監督、1996年からオーレ・オルソンのもと全日本男子コーチ、2000年から再び湧永監督を務めた。その後は2004年に湧永を退社し、スウェーデンに留学。2005年からトヨタ車体監督に就任した。
2007年10月、ハンドボール全日本代表は北京オリンピックアジア予選で敗退、イビツァ・リマニッチ全日本監督は責任を取って辞任した。その後、「中東の笛」問題によりアジア予選のやり直しが決定。同年12月に後任として急遽全日本男子代表監督に就任した。
2012年に行われたロンドンオリンピック世界最終予選では五輪出場の権利を獲得できず、大会終了後に代表監督を退任した。
2016-17年シーズン限りでトヨタ車体の監督を退任。2017年4月から日本代表のチームマネージャーに就任。2017-18年シーズンからトヨタ車体のテクニカルディレクターを務めている。